# Visitazione (Giotto)
La Visitazione è un affresco (150x140 cm) di Giotto, databile al 1306 circa e facente parte del ciclo della Cappella degli Scrovegni a Padova. È idealmente la cerniera tra le Storie di Maria e quelle di Cristo, posta all'inizio di queste ultime nel registro centrale superiore sulla parete dell'arcone. 

## Descrizione e stile
L'incontro tra Maria ed Elisabetta avviene al di fuori di un edificio con un portichetto retto da eleganti e sottili colonne in marmo screziato, con un fregio di girali all'antica e mensolette dello stesso materiale. Elisabetta, rappresentata più anziana, si piega verso Maria abbracciandola e rendendole omaggio. Due donne sono dietro Maria, elegantemente longilinee, una delle quali tiene un telo che le ricade dalla spalla, forse un'allusione ai nascituri che andranno fasciati. La donna dietro Elisabetta invece, che indossa una cuffia, poggia una mano sul grembo, gesto tipico delle donne incinte, a simboleggiare lo stato delle due protagoniste. I profili affilati ed eleganti delle figure femminili hanno fatto pensare alle coeve sculture del gotico francese.
La gestualità è lenta e calcolata, i colori sono chiari, intrisi di luce, la plasticità delle figure è accentuata dal chiaroscuro e dal disegno robusto, con pieghe profonde nei mantelli ("a cannula"), esenti da schematismi. 
La scena risale al termine del ciclo, come il Tradimento di Giuda sul lato opposto, quando venne ridimensionata la parete per modifiche strutturali alla zona absidale.

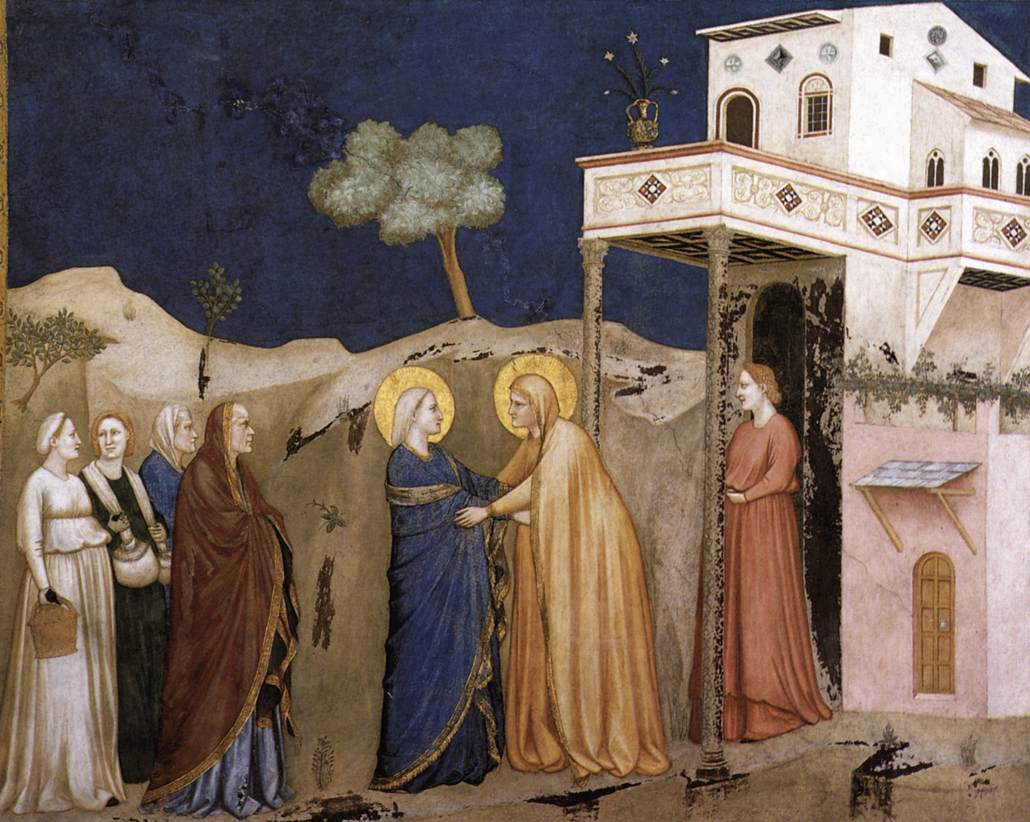
La Visitazione di Giotto e bottega nel transetto destro della basilica inferiore di Assisi